# Avi Kaplan

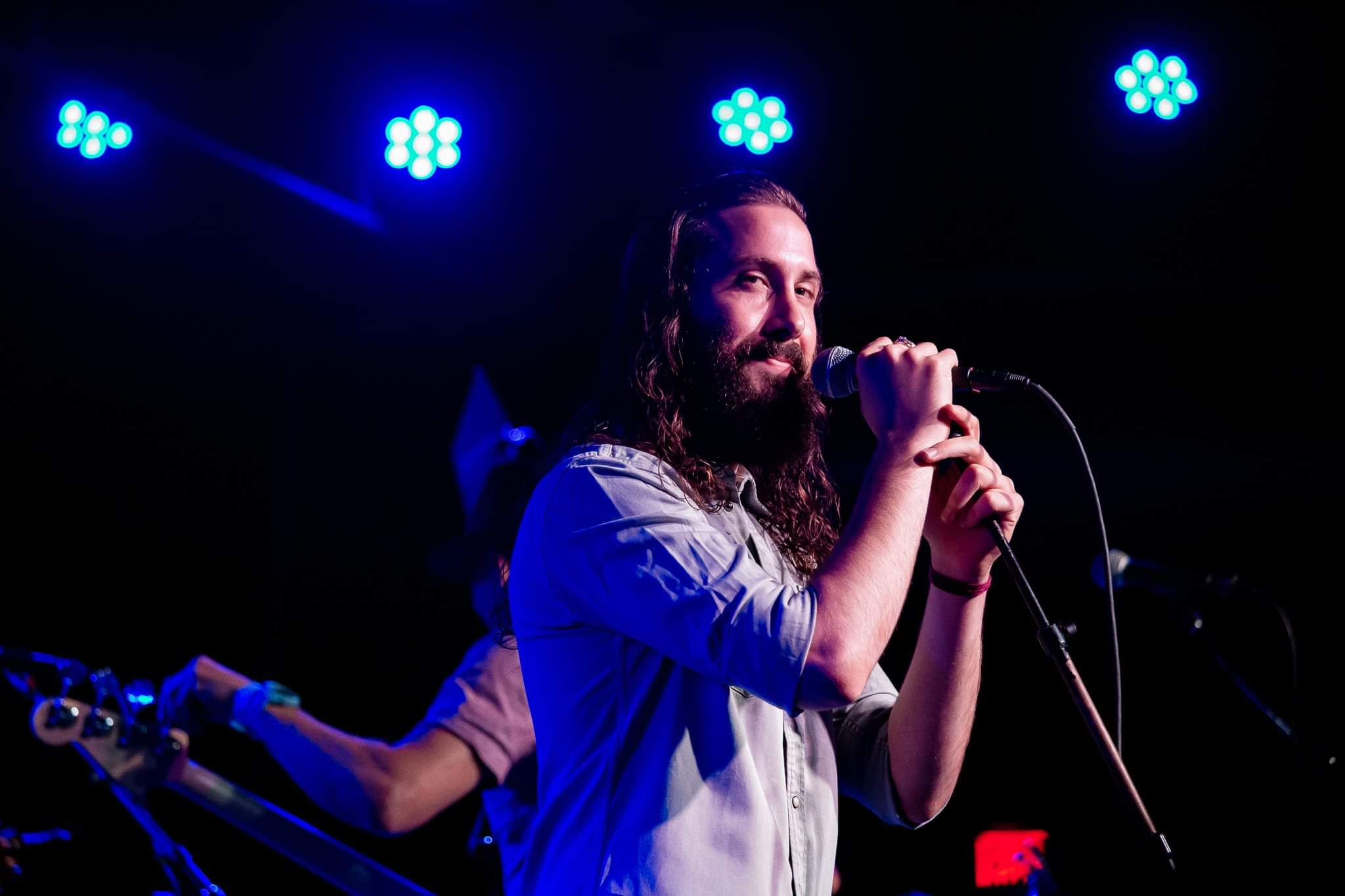
Avi Kaplan bei einem Auftritt bei The Ready Room in St. Louis, Missouri am 19. August 2019

Avriel Benjamin „Avi“ Kaplan (* 17. April 1989 in Visalia, Kalifornien) ist ein US-amerikanischer Singer-Songwriter und vor allem bekannt durch seine ehemalige Mitgliedschaft bei der a-cappella-Gruppe Pentatonix und seine tiefe Bassstimme. Im Mai 2017 kündigte Kaplan an, die Gruppe nach ihrer bevorstehenden Tour zu verlassen, um seine Karriere als Solosänger starten zu können.
Im Juni 2017 veröffentlichte er seine Debüt-EP Sage and Stone unter dem Namen Avriel & the Sequoias, welches in die Richtung Folk geht und worin er Gitarre spielt. Im März 2019 führte er erstmals den Song Change on the Rise auf, diesmal unter dem Namen Avi Kaplan. Seine zweite EP, I’ll Get By, wurde im Februar 2020 veröffentlicht. Im Mai 2022 veröffentlichte er sein Debütalbum Floating On A Dream.
Als Teil von Pentatonix war er dreifacher Gewinner des Grammy Award.

## Persönliches
Kaplan wuchs in Visalia auf. 2007 zog er, um das Mt. San Antonio College in Walnut, Kalifornien besuchen zu können, nach Upland, Kalifornien, wo er Teil der a-cappella-Gruppe Fermata Nowhere wurde.
Er hat einen Bruder, Joshua Kaplan und eine Schwester, Esther Koop, die seit 2018 als Tourmanagerin von Pentatonix tätig ist. Aufgrund seiner Zugehörigkeit zum Judentum wurde er als Kind häufig Opfer von Mobbing.
Er hatte schon früh eine Leidenschaft für Folkmusik und ging immer in den nahegelegenen Sequoia National Park, der für Kaplan eine Inspiration für seine Musik wurde. Seine früheste musikalische Inspiration sieht er in Simon & Garfunkel, John Denver, Crosby, Stills, Nash & Young und Bill Withers, wobei später noch Iron & Wine, Bon Iver, Ben Harper und José Gonzáles hinzukamen.

## Karriere
Bevor er Pentatonix beitrat, war Kaplan bereits ein versierter a-cappella-Künstler, der unter anderem den Stil von Jazz und Opern verwendete.
Er wurde Mitglied von Pentatonix, als die ursprünglichen Mitglieder Kirstin Maldonado, Mitch Grassi und Scott Hoying nach einem Bassisten und einem Beatboxer suchten. Die Gruppe traf sich am Tag vor Beginn der Auditions für die dritte Staffel von The Sing-Off. Sie sangen erfolgreich für die Show vor und gewannen schließlich den Titel für 2011 (dritte Staffel). Kaplan fungierte dabei als Vokalbass der Gruppe, sang aber häufig auch Lead-Parts.
Am 8. Februar 2015 gewann Pentatonix den Grammy Award in der Kategorie „Best Arrangement, Instrumental or A cappella“ (englisch ‚Bestes Arrangement, Instrumental oder a-cappella‘) für ihren Song Daft Punk, ein Medley von mehreren Songs von Daft Punk. Dieselbe Kategorie gewann Pentatonix am 15. Februar 2016 erneut, diesmal aber mit ihrer Version von Dance of the Sugar Plum Fairy (englisch ‚Tanz der Zuckerfee‘) aus ihrem Album That’s Christmas to Me. Das dritte Mal gewann die Gruppe den Award am 12. Februar 2017, diesmal in der Kategorie „Best Country duo/group performance“ (englisch ‚beste Country-Duo/Gruppen-Aufführung‘) mit ihrem Cover von Jolene mit einem Feature von Dolly Parton.
Am 29. April 2017 führte Kaplan seinen ersten Solo-Song Fields and Pier das erste Mal unter dem Namen Avriel & the Sequoias auf. Später, im Mai 2017, kündigte er an, dass er Pentatonix verlässt, um mehr Zeit mit seinen Freunden und seiner Familie zu verbringen. Kurz darauf veröffentlichte er dann sein Debütalbum Sage and Stone am 9. Juni 2017.
Im Oktober 2019 kündigte er seine erste Tour durch Europa an, seitdem er aus Pentatonix ausgetreten ist.
Am 5. November desselben Jahres folgte dann die Ankündigung seiner nächsten EP I’ll Get By und einer zugehörigen Tour für den 24. Januar 2020, die am 21. Januar 2020 auf den 28. Februar in Folge seiner Eintragung bei Fantasy Records verschoben wurde.
Kaplan ist Mitbegründer der A Cappella Academy, eines Camps, das für 12- bis 18-Jährige gegründet wurde, um etwas über a-cappella-Musik zu lernen.

## Diskografie

### Solo

#### Alben
| Jahr | Titel               |
| ---- | ------------------- |
| 2022 | Floating on a Dream |

#### EPs
| Jahr | Titel          | Anmerkungen                                              |
| ---- | -------------- | -------------------------------------------------------- |
| 2017 | Sage and Stone | (veröffentlicht unter dem Label Avriel and the Sequoias) |
| 2020 | I’ll Get By    |                                                          |
| 2020 | Lean on Me     |                                                          |

#### Singles
| Jahr | Titel                            | Album / EP          | Anmerkungen                                              |
| ---- | -------------------------------- | ------------------- | -------------------------------------------------------- |
| 2016 | Hey Ya                           | –                   | (veröffentlicht unter dem Label Avriel and the Sequoias) |
| 2019 | Change on the Rise               | –                   |                                                          |
| 2019 | Otherside                        | –                   |                                                          |
| 2019 | The Summit                       | –                   |                                                          |
| 2019 | Aberdeen                         | –                   |                                                          |
| 2019 | Get Down                         | –                   |                                                          |
| 2019 | I’ll Get By                      | I’ll Get By         |                                                          |
| 2020 | It Knows Me                      | I’ll Get By         |                                                          |
| 2020 | Sweet Adeline Pt. 2              | I’ll Get By         |                                                          |
| 2020 | Born in California               | I’ll Get By         |                                                          |
| 2020 | Chains                           | I’ll Get By         |                                                          |
| 2020 | Lean On Me                       | Lean On Me          |                                                          |
| 2021 | Song For The Thankful            | –                   |                                                          |
| 2021 | First Place I Go                 | –                   |                                                          |
| 2022 | All Is Well (feat. Joy Williams) | Floating On A Dream |                                                          |
| 2022 | I Can’t Lie                      | Floating On A Dream |                                                          |
| 2022 | On My Way                        | Floating On A Dream |                                                          |
| 2023 | Healing                          | –                   |                                                          |
| 2024 | Feel Alright                     | –                   |                                                          |
| 2025 | Peace Somehow                    | –                   |                                                          |

### Vorgestellt
- Home Free – Ring of Fire[22]
- Peter Hollens – Black Is the Color of My True Love's Hair

### Cameo
- Home Free – Champagne Taste (On a Beer Budget)

## Touren
Avi Kaplan startete seine ersten Live-Shows mit Nashville Residency im The Basement in Nashville, Tennessee. Es war eine Serie von fünf Shows über einen Zeitraum von drei Wochen im April 2019, von denen jede einzelne ausverkauft war. Dabei wurde er von Daniel Ellsworth (Klavier, Gesang), Jeremy Lister (Gitarre, Gesang), Jonathan Lister (Schlagzeug, Gesang) und Kaleb Thomas Jones (Bassgitarre, Gesang) begleitet, wobei die Lister-Brüder und Jones ebenfalls Mitglieder der Street Corner Symphony sind.
Im Juli 2019 begann Kaplan mit seiner Otherside-Tour, bei der er durch Kalifornien, Washington, Oregon und im August selbigen Jahres durch New York, Massachusetts, Illinois, Missouri, Oklahoma und Texas tourte. Daniel Ellsworth spielte am 10. Juli 2019 in Troubadour, LA, und am 15. Juli 2019 im Aladdin Theatre, OR, ein Eröffnungsset.
Im Oktober 2019 wurden Tickets für Kaplans I’ll Get By-Tour durch Europa und im November 2019 für Nordamerika verkauft. Tourdaten wurden für die Niederlande, Deutschland, Belgien, Großbritannien, die Vereinigten Staaten und Kanada bekanntgegeben. Im Januar 2020 wurde dann bekannt gemacht, dass das Indie-Folk-Duo Paper Wings Kaplan während der Veranstaltungen in den Vereinigten Staaten begleiten wird. Während seiner I’ll Get By Tour in Europa und Nordamerika wurde Kaplan auf der Bühne von Kaleb Thomas Jones (Bassgitarre, Gesang) und Noah Denney (Schlagzeug, Gesang) begleitet.